# Brad Pitt
Brad Pitt (tên thật là William Bradley Pitt sinh ngày 18 tháng 12 năm 1963) là một diễn viên và nhà sản xuất phim người Mỹ. Brad Pitt được bình chọn là một trong những người đàn ông hấp dẫn nhất thế giới. Brad Pitt từng nhận được ba đề cử cho giải Oscar và nhận được một giải Oscar và một giải Quả cầu vàng.
Pitt bắt đầu sự nghiệp diễn xuất với tư cách khách mời trên phim truyền hình, bao gồm cả vai diễn trong phim truyền hình dài tập Dallas trên kênh CBS vào năm 1987. Anh bắt đầu được chú ý qua vai cao bồi trong phim Thelma & Louise (1991). Pitt nhận được vai chính đầu tiên trong phim A River Runs Through It (1992) và Interview With The Vampire (1994). Anh đóng chung với Anthony Hopkins trong bộ phim bi kịch Legends of the Fall vào năm 1994, vai diễn này đã giúp anh nhận được một đề cử cho giải Quả cầu vàng. Năm 1995, anh được đánh giá cao qua vai diễn trong phim Se7en và Twelve Monkeys. Pitt đã nhận được đề cử cho giải Oscar và đã giành chiến thắng với giải Quả cầu vàng cho vai diễn phụ xuất sắc nhất của anh trong phim Twelve Monkeys (1996). Pitt tỏa sáng trong phim Fight Club (1999) và bộ phim nổi tiếng Ocean's Eleven (2001) cùng với các phần tiếp theo là Ocean's Twelve (2004) và Ocean's Thirteen (2007). Anh thành công lớn về mặt doanh thu qua phim Troy (2004) và Mr. & Mrs. Smith (2005). Pitt nhận được đề cử giải Oscar thứ hai cho vai diễn cùng tên trong phim The Curious Case Of Benjamin Button vào năm 2008. Những phim nổi bật khác của anh là Inglourious Basterds, Moneyball.
Sau khi kết thúc cuộc tình đẹp với nữ diễn viên Gwyneth Paltrow, Pitt đã kết hôn với nữ diễn viên Jennifer Aniston và cuộc hôn nhân của họ chỉ kéo dài được 5 năm. Năm 2009, anh chung sống với nữ diễn viên Angelina Jolie, chuyện tình của họ đã thu hút sự chú ý của giới truyền thông trên toàn thế giới. Anh cùng Jolie nhận nuôi ba đứa trẻ là Maddox, Zahara và Pax Thien (người Việt), ngoài ra họ còn sinh thêm ba đứa con là Shiloh, Knox và Vivienne. Pitt là chủ một công ty sản xuất phim tên Plan B Entertainment, công ty này đã sản xuất bộ phim giành giải Oscar Phim xuất sắc nhất năm 2007, The Departed. Kể từ lúc bắt đầu mối quan hệ với Angelina Jolie, Pitt ngày càng tham gia nhiều hoạt động xã hội cả trong và ngoài nước. Brad Pitt đã ly hôn với Angelina Jolie.

## Thời niên thiếu
Pitt từng học tại trường trung học Kickapoo, anh là thành viên của đội bơi lội, tennis và đánh gôn. Ngoài ra anh còn tham gia vào các câu lạc bộ, các buổi tranh luận, nhạc hội của trường. Với tư cách là thành viên của hội Sigma Chi, Pitt đã tham gia đủ hoạt động của hội. Sau khi tốt nghiệp trung học, Pitt học tại đại học Missouri năm 1982. Anh học khoa báo chí với chuyên ngành chính là quảng cáo, Năm 1985, hai tuần trước khi thi lấy bằng, Pitt rời đại học và nói: "Tôi có cảm giác nôn nao khi lễ tốt nghiệp đến gần. Tôi thấy các bạn mình kiếm việc sẵn sàng cho việc ổn định. Tôi yêu phim ảnh, nó là cái cổng dẫn tôi đến một thế giới khuri không phải là nơi những bộ phim ra đời. Sau đó tôi quyết định: Nếu phim ảnh không đến với tôi thì chính tôi sẽ đến với nó."

## Sự nghiệp

### Công việc ban đầu (1987–1993)
Ở Los Angeles, Pitt làm nhiều nghề như tài xế, mặc trang phục gà El Pollo Loco... để trả học phí cho các lớp dạy diễn xuất. Anh bắt đầu học diễn xuất với Roy London.
Pitt bắt đầu sự nghiệp diễn xuất năm 1987 với những vai diễn vô danh trong các phim No Way Out, No Man's Land, và Less Than Zero. Anh xuất hiện trên truyền hình lần đầu tiên với vai diễn khách mời trong bộ phim sitcom Growing Pains của đài American ABC. Từ tháng 12 năm 1987 đến tháng 2 năm 1988, Pitt xuất hiện trong bốn kì trong bộ phim truyền hình dài tập trên đài CBS, anh đóng vai Randy, bạn trai của nhân vật Shalane Mccall (do Charlie Wade đóng).

## Đời tư
Brad Pitt kết hôn cùng Jennifer Aniston vào tháng 7 năm 2000 nhưng sau đó ly dị vào năm 2005. Báo chí từng đồn rằng Jennifer từ chối ý định có con với Brad. Pitt từng hẹn hò với nữ diễn viên Angelina Jolie. Hai người quen biết nhau khi cùng tham gia diễn xuất trong bộ phim Mr and Mrs Smith. Tháng 4 năm 2012, Brad Pitt cầu hôn Angleina, dự định sẽ kết hôn trong tương lai. Năm 2016, cặp đôi quyền lực nhất Hollywood này đã ly dị.

## Danh sách phim

### Phim điện ảnh
| Tựa đề                                                     | Năm  | Vai trò   | Vai trò      | Vai diễn                              | Ghi chú                                  | Chú thích     |
| Tựa đề                                                     | Năm  | Diễn viên | Nhà sản xuất | Vai diễn                              | Ghi chú                                  | Chú thích     |
| ---------------------------------------------------------- | ---- | --------- | ------------ | ------------------------------------- | ---------------------------------------- | ------------- |
| Hunk                                                       | 1987 | Có        | Không        | Người đàn ông ở bãi biển              | Không được công nhận                     | [ 2 ]         |
| No Way Out                                                 | 1987 | Có        | Không        | Người đàn ông ở bữa tiệc              | Không được công nhận                     | [ 3 ]         |
| Vành đai trắng                                             | 1987 | Có        | Không        | Waiter                                | Không được công nhận                     | [ 4 ]         |
| Less Than Zero                                             | 1987 | Có        | Không        | Partygoer/Preppie guy at fight        | Uncredited                               | [ 4 ]         |
| The Dark Side of the Sun                                   | 1988 | Có        | Không        | Rick                                  |                                          | [ 4 ]         |
| Happy Together                                             | 1989 | Có        | Không        | Brian                                 |                                          | [ 5 ]         |
| Cutting Class                                              | 1989 | Có        | Không        | Dwight Ingalls                        |                                          | [ 6 ]         |
| Across the Tracks                                          | 1991 | Có        | Không        | Joe Maloney                           |                                          | [ 7 ]         |
| Thelma & Louise                                            | 1991 | Có        | Không        | J.D.                                  |                                          | [ 8 ]         |
| Johnny Suede                                               | 1991 | Có        | Không        | Johnny Suede                          |                                          | [ 9 ]         |
| Contact                                                    | 1992 | Có        | Không        | Cox                                   |                                          | [ 10 ]        |
| Cool World                                                 | 1992 | Có        | Không        | Frank Harris                          |                                          | [ 11 ]        |
| A River Runs Through It                                    | 1992 | Có        | Không        | Paul Maclean                          |                                          | [ 12 ]        |
| Sát nhân ở Kalifornia                                      | 1993 | Có        | Không        | Early Grayce                          |                                          | [ 13 ]        |
| True Romance                                               | 1993 | Có        | Không        | Floyd                                 |                                          | [ 14 ]        |
| The Favor                                                  | 1994 | Có        | Không        | Elliott Fowler                        |                                          | [ 15 ]        |
| Phỏng vấn Ma cà rồng                                       | 1994 | Có        | Không        | Louis de Pointe du Lac                |                                          | [ 16 ]        |
| Huyền thoại mùa thu                                        | 1994 | Có        | Không        | Tristan Ludlow                        |                                          | [ 17 ]        |
| Seven                                                      | 1995 | Có        | Không        | David Mills                           |                                          | [ 18 ]        |
| 12 Con khỉ                                                 | 1995 | Có        | Không        | Jeffrey Goines                        |                                          | [ 19 ]        |
| Sleepers                                                   | 1996 | Có        | Không        | Michael Sullivan                      |                                          | [ 20 ]        |
| The Devil's Own                                            | 1997 | Có        | Không        | Rory Devaney (Francis Austin McQuire) |                                          | [ 21 ]        |
| Seven Years in Tibet                                       | 1997 | Có        | Không        | Heinrich Harrer                       |                                          | [ 22 ]        |
| Meet Joe Black                                             | 1998 | Có        | Không        | Joe Black                             |                                          | [ 23 ]        |
| Sàn đấu sinh tử                                            | 1999 | Có        | Không        | Tyler Durden                          |                                          | [ 24 ]        |
| Thử làm John Malkovich                                     | 1999 | Có        | Không        | Chính anh                             | Vai diễn khách mời, không được công nhận | [ 25 ]        |
| Snatch                                                     | 2000 | Có        | Không        | Mickey O'Neil                         |                                          | [ 26 ]        |
| The Mexican                                                | 2001 | Có        | Không        | Jerry Welbach                         |                                          | [ 27 ]        |
| Spy Game                                                   | 2001 | Có        | Không        | Tom Bishop                            |                                          | [ 28 ]        |
| Mười một tên cướp thế kỷ                                   | 2001 | Có        | Không        | Rusty Ryan                            |                                          | [ 29 ]        |
| Confessions of a Dangerous Mind                            | 2002 | Có        | Không        | Brad                                  | Cameo                                    | [ 30 ]        |
| Sinbad: Huyền thoại 7 Đại Dương                            | 2003 | Có        | Không        | Sinbad                                | Voice                                    | [ 31 ]        |
| Người hùng thành Troy                                      | 2004 | Có        | Không        | Achilles                              |                                          | [ 32 ]        |
| Ocean's Twelve                                             | 2004 | Có        | Không        | Rusty Ryan                            |                                          | [ 33 ]        |
| Mr. & Mrs. Smith                                           | 2005 | Có        | Không        | John Smith                            |                                          | [ 34 ]        |
| God Grew Tired of Us                                       | 2006 | Không     | Có           | —                                     | Executive producer                       | [ 35 ]        |
| Điệp vụ Boston                                             | 2006 | Không     | Có           | —                                     |                                          | [ 36 ]        |
| Running with Scissors                                      | 2006 | Không     | Có           | —                                     |                                          | [ 37 ]        |
| Babel                                                      | 2006 | Có        | Không        | Richard                               |                                          | [ 38 ]        |
| The Tehuacan Project                                       | 2007 | Không     | Có           | —                                     | Executive producer                       | [ 39 ]        |
| Year of the Dog                                            | 2007 | Không     | Có           | —                                     | Executive producer                       | [ 40 ]        |
| Trái tim quả cảm                                           | 2007 | Không     | Có           | —                                     |                                          | [ 41 ]        |
| Ocean's Thirteen                                           | 2007 | Có        | Không        | Rusty Ryan                            |                                          | [ 42 ]        |
| The Assassination of Jesse James by the Coward Robert Ford | 2007 | Có        | Có           | Jesse James                           |                                          | [ 43 ]        |
| Burn After Reading                                         | 2008 | Có        | Không        | Chad Feldheimer                       |                                          | [ 44 ]        |
| Dị nhân Benjamin                                           | 2008 | Có        | Không        | Benjamin Button                       |                                          | [ 45 ]        |
| Định mệnh                                                  | 2009 | Có        | Không        | Lt. Aldo Raine                        |                                          | [ 46 ]        |
| Chồng ảo                                                   | 2009 | Không     | Có           | —                                     | Executive producer                       | [ 47 ]        |
| The Private Lives of Pippa Lee                             | 2009 | Không     | Có           | —                                     | Executive producer                       | [ 48 ]        |
| Megamind                                                   | 2010 | Có        | Không        | Metro Man                             | Voice                                    | [ 49 ]        |
| Kick-Ass                                                   | 2010 | Không     | Có           | —                                     |                                          | [ 50 ]        |
| Eat Pray Love                                              | 2010 | Không     | Có           | —                                     |                                          | [ 51 ]        |
| The Tree of Life                                           | 2011 | Có        | Có           | O'Brien                               |                                          | [ 52 ]        |
| Moneyball                                                  | 2011 | Có        | Có           | Billy Beane                           |                                          | [ 53 ]        |
| Happy Feet Two                                             | 2011 | Có        | Không        | Will the Krill                        | Voice                                    | [ 54 ]        |
| Killing Them Softly                                        | 2012 | Có        | Có           | Jackie Cogan                          |                                          | [ 55 ]        |
| Thế chiến Z                                                | 2013 | Có        | Có           | Gerry Lane                            |                                          | [ 56 ]        |
| Kick-Ass 2                                                 | 2013 | Không     | Có           | —                                     |                                          | [ 57 ]        |
| Big Men                                                    | 2013 | Không     | Có           | —                                     | Executive Producer Documentary           | [ 58 ]        |
| 12 Years a Slave                                           | 2013 | Có        | Có           | Samuel Bass                           |                                          | [ 59 ] [ 60 ] |
| The Counselor                                              | 2013 | Có        | Không        | Westray                               |                                          | [ 61 ]        |
| Cuồng nộ                                                   | 2014 | Có        | Có           | Don "Wardaddy" Collier                | Executive producer                       | [ 62 ]        |
| Selma                                                      | 2014 | Không     | Có           | —                                     | Executive producer                       | [ 63 ]        |
| True Story                                                 | 2015 | Không     | Có           | —                                     | Executive producer                       | [ 64 ]        |
| The Audition                                               | 2015 | Có        | Có           | Himself                               | Short film                               | [ 65 ]        |
| By the Sea                                                 | 2015 | Có        | Có           | Roland                                |                                          | [ 66 ]        |
| Hitting the Apex                                           | 2015 | Không     | Có           | Narrator                              |                                          | [ 67 ]        |
| The Big Short                                              | 2015 | Có        | Có           | Ben Rickert                           |                                          | [ 68 ]        |
| Moonlight                                                  | 2016 | Không     | Có           | —                                     | Executive producer                       | [ 69 ]        |
| Voyage of Time                                             | 2016 | Có        | Có           | Narrator                              | Voice Documentary                        | [ 70 ]        |
| Allied                                                     | 2016 | Có        | Không        | Max Vatan                             |                                          | [ 71 ]        |
| The Lost City of Z                                         | 2016 | Không     | Có           | —                                     |                                          | [ 72 ] [ 73 ] |
| Okja                                                       | 2017 | Không     | Có           | —                                     | Executive producer                       | [ 74 ]        |
| War Machine                                                | 2017 | Có        | Có           | Gen. Glen McMahon                     |                                          | [ 75 ]        |
| Brad's Status                                              | 2017 | Không     | Có           | —                                     |                                          | [ 76 ]        |
| Deadpool 2                                                 | 2018 | Có        | Không        | Vanisher                              | Cameo                                    | [ 77 ]        |
| Beautiful Boy                                              | 2018 | Không     | Có           | —                                     |                                          | [ 78 ]        |
| Vice                                                       | 2018 | Không     | Có           | —                                     |                                          | [ 79 ]        |
| The Last Black Man in San Francisco                        | 2019 | Không     | Có           | —                                     |                                          | [ 80 ]        |
| Once Upon a Time in Hollywood                              | 2019 | Có        | Không        | Cliff Booth                           |                                          | [ 81 ]        |
| Ad Astra                                                   | 2019 | Có        | Có           | Roy McBride                           | Post-production                          | [ 82 ]        |
| The King                                                   | 2019 | Không     | Có           | —                                     | Post-production                          | [ 83 ]        |
| Untitled Miranda July project                              | 2019 | Không     | Có           | —                                     | Post-production                          | [ 84 ]        |
| Bullet Train                                               | 2022 |           |              |                                       |                                          |               |
| F1                                                         | 2025 | Có        |              | Sonny Hayes                           |                                          | [ 85 ] [ 86 ] |

### Sản xuất
| Year | Phim                                                       | Notes                                                        |
| ---- | ---------------------------------------------------------- | ------------------------------------------------------------ |
| 2004 | Troy                                                       |                                                              |
| 2006 | The Departed                                               | Đề cử – BAFTA Award for Best Film                            |
| 2006 | Running with Scissors                                      |                                                              |
| 2007 | Year of the Dog                                            | Chỉ đạo sản xuất                                             |
| 2007 | A Mighty Heart                                             | Đồng sản xuất Đề cử – Independent Spirit Award for Best Film |
| 2007 | The Assassination of Jesse James by the Coward Robert Ford |                                                              |
| 2009 | The Time Traveler's Wife                                   |                                                              |
| 2010 | The Lost City of Z                                         |                                                              |
| 2011 | Eat, Pray, Love                                            |                                                              |